# Lực lượng Vũ trang Ý
Lực lượng vũ trang Cộng hòa Ý được thiết lập sau khi các tiểu vương quốc riêng hợp nhất thành nhà nước Ý trong giai đoạn thế kỷ 19. Lực lượng vũ trang gồm ba nhánh chính Lục quân, Hải quân và Không quân và một số nhánh nhỏ khác, trong số đó có lực lượng Hiến binh được xem là một nhánh vũ trang độc lập trong việc hỗ trợ nhà nước cộng hòa thực thi, hỗ trợ tư pháp liên quan đến xã hội dân sự, cũng như tuần tra, kiểm soát, đảm bảo việc chấp hành quân pháp, quân kỷ của quân nhân.
Các nhánh hành pháp khác không trực thuộc Bộ Quốc phòng nhưng vẫn được xếp vào lực lượng vũ trang do phân loại về chức năng, nhiệm vụ, trang bị, phân cấp, phân hàm như: Lực lượng Cảnh sát Kinh tế (Ý), Tình Nguyện Quân Hội Chữ Thập Đỏ (Ý), Lực lượng Quân y Tình nguyện Hội Chữ Thập Đỏ (Ý), Lực lượng Tuyên úy Hỗ trợ Công tác Y tế và Nhân đạo Dòng Malta và Quân ủy Tuyên úy (Ý)
Kể từ ngày 23 tháng 8 năm 2004, chính phủ Cộng hòa Ý đã hủy bỏ lệnh nghĩa vụ quân sự bắt buộc đối với mọi công dân nam theo điều luật số 226 đề trình bởi Thủ tướng Ý Berlusconi và được thông qua tại Nghị viện nhằm giảm dần quân số tại ngũ trong cuộc cải cách toàn diện về tình hình quốc phòng.

## Lãnh đạo
Theo sự phân cấp lãnh đạo từ trên xuống trong hệ thống chỉ huy các lực lượng vũ trang được sắp xếp như sau: 
Theo Hiến pháp nước Cộng hòa Ý, Tổng thống là nguyên thủ quốc gia và đại diện cho sự thống nhất của đất nước, chịu trách nhiệm là người đứng đầu thống lĩnh tất cả các lực lượng vũ trang và chủ trì công việc của Hội đồng Quốc phòng Tối cao.
Hội đồng An ninh Quốc phòng Tối cao;
Bộ trưởng Bộ Quốc phòng chịu trách nhiệm phối hợp, chỉ huy với các Bộ, Ngành trong công tác quốc phòng;
Tổng Tham mưu trưởng có trách nhiệm thừa mệnh lệnh của Tổng thống, Quốc hội và Chính phủ trong chỉ huy điều hành trực tiếp công tác quân sự;
Chánh Văn phòng Bộ Quốc phòng kiêm nhiệm Giám đốc Cục Quân khí trong công tác đảm bảo điều hành và truyện đạt chỉ thị, mệnh lệnh hành chính đến từng đơn vị nhằm đảm bảo thông suốt trong công tác mua sắm, sản xuất và cung ứng khí tài, quân khí, quân dụng, quân trang cho toàn lực lượng. 
Theo Điều 78, Hiến pháp nước Cộng hòa Ý, Quốc hội có thẩm quyền tuyên chiến với một nước/tổ chức khác và đảm giao nhiệm vụ cho Chính phủ điều hành công tác tham chiến với Tổng thống có trách nhiệm chỉ huy lực lượng vũ trang thực hiện tác chiến.

## Nhánh và quân chủng trực thuộc

### Lục quân
Quân chủng Lục quân được cơ cấu tổ chức theo chức năng, nhiệm vụ của từng bộ phận trong hoạt động, hậu cần, xây dựng, huấn luyện và bảo vệ lãnh thổ. Người đứng đầu là Tham mưu trưởng Lục quân chịu trách nhiệm trong điều hành, tổ chức, hoạt động và huấn luyện trong toàn quân. Dưới Tham mưu trưởng còn có Văn phòng Quân chủng do Phó Tham mưu trưởng kiêm Chánh Văn phòng chỉ huy, điều hành cùng với các binh chủng tạo thành Bộ Tư lệnh Quân chủng Lục quân. 
Các đơn vị trực thuộc Quân chủng Lục quân gồm có 10 Bộ Tư lệnh, 14 Lữ đoàn và 117 sư đoàn, trung đoàn và các đơn vị tác chiến, hỗ trợ.
Ngày thành lập là ngày 4 tháng 5 năm 1861, khi Bộ trưởng Chiến tranh Fanti ký sắc lệnh số 76 về việc giải tán, tái cơ cấu và chuyển đổi từ Quân đội Hoàng gia Sardegna thuộc Vương quốc Sardegna thành Quân đội Cộng hòa Ý.

### Hải quân
Hải quân Ý chịu trách nhiệm trong các vấn đề an ninh, an toàn về mọi hoạt động trong vùng đặc quyền kinh tế biển của đất nước, làm nhiệm vụ trên vùng biển quốc tế, ngăn chặn tất cả các mối đe dọa ảnh hưởng đến tính mạng, tài sản của mọi công dân Ý ở trong và ngoài nước, đảm bảo tự do hoạt động hàng hải, cũng như đảm bảo sự toàn vẹn lãnh thổ, lãnh hải của đất nước theo Hiến pháp, pháp luật quy định. Hợp tác với các nước đồng minh trong khối NATO về tuần tra, tuần soát vùng biển trong khu vực châu Âu-Đại Tây Dương để đối phó với vấn đề khủng hoảng, khẩn cấp, cấp bách quốc tế và trong khu vực như an ninh, thảm họa tự nhiên và sự kiện đặc biệt khác. Hải quân Ý không ngừng nâng cao khả năng, kinh nghiệm chiến đấu thực tiễn theo hướng ngày càng chuyên nghiệp hóa trong toàn đơn vị và toàn quân, đồng thời tăng cường nghiên cứu khoa học nhằm áp dụng kỹ thuật công nghệ mới để nâng cao tính hiện đại hóa trong khí tài, quân khí, quân dụng của lực lượng.
Bộ Tham mưu Hải quân Ý (CINCNAV) là cơ quan điều hành, chỉ huy đối với mọi hoạt động của toàn lực lượng và chịu trách nhiệm báo cáo trực tiếp tới Tư lệnh Hải quân. Bộ Tham mưu trực tiếp điều hành mọi công việc, đảm đương việc lên kế hoạch và điều phối toàn bộ tàu, thuyền và thủy thủ với quân khí, quân số vào khoản hơn 18,000 quân nhân, 91 tàu chiến, 6 tàu ngầm, 75 máy bay chiến đấu các loại.

### Không quân

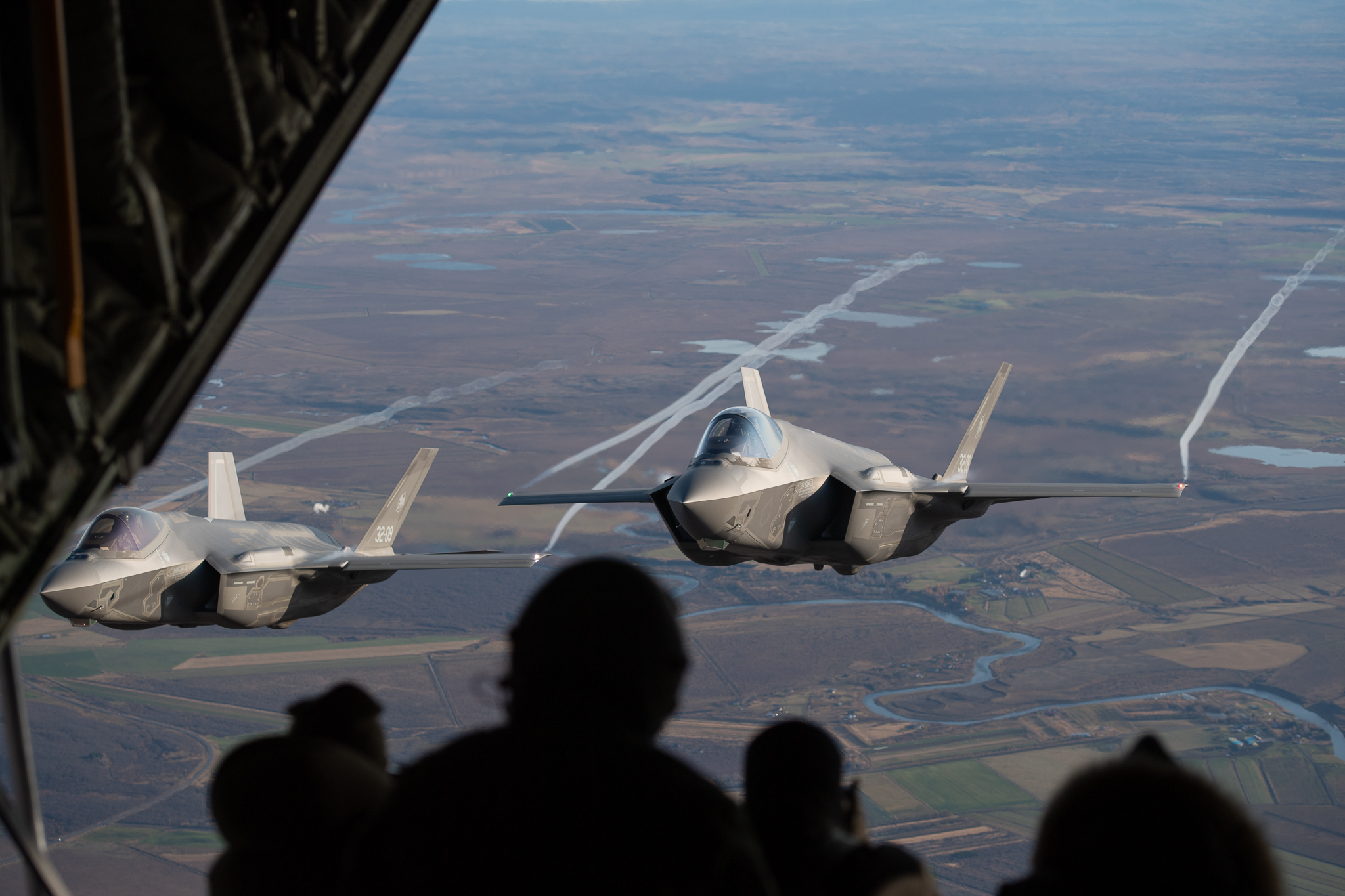
F-35 Không quân Ý trong diễn tập

Quân chủng Không quân Ý có nhiệm vụ bảo vệ vùng trời, sự toàn vẹn lãnh thổ và lợi ích cốt lõi của quốc gia, sẵn sàng chiến đấu, linh hoạt hiệu quả trong thực thi hoạt động trên không khi thực hiện nhiệm vụ an ninh quốc gia, quốc tế. Xuyên suốt trong công tác kiểm soát, giám sát vùng trời đất nước, các quốc gia liên minh xuyên Đại Tây Dương và trong khối Địa Trung Hải. Đồng thời, Không quân có nhiệm vụ đảm bảo lợi ích quốc gia ở nước ngoài trong thực thi nhiệm vụ, sứ mệnh quốc tế. Ngoài ra Quân chủng Không quân còn thực hiện công tác hỗ trợ nhân đạo đối với xã hội, cộng đồng trong và ngoài nước như chuyên chở trong trường hợp khẩn cấp y tế, tìm kiếm, cứu hộ, cứu nạn khi xảy ra thiên tai, bão lũ, động đất, núi lửa, lở đất và các trường hợp khác.

### Hiến binh
Có thể được tính từ ngày 13 tháng 7 năm 1814 là thời điểm Hiến quân được thiết lập theo yêu cầu của Hoàng gia Ý với chức năng, nhiệm vụ bảo vệ và duy trì an ninh và trật tự chung trong toàn vương quốc dưới tên gọi là “Quân đoàn Hiến binh Hoàng gia” (trong tiếng Ý là Corpo dei Carabinieri Reali). Được xem là quân đoàn hiến binh đầu tiên, lực lượng hiến binh duy trì đặc quyền độc lập trong cơ cấu của quân đội Vương quốc Ý dưới chiếu chỉ hoàng gia vào năm 1934 và được ban hành thành luật số 368 năm 1940 để hình thành Quân đội Hoàng gia Ý. Với nhiều điều khoản thay đổi trong Luật Tổ chức Hoạt động Quân đội quy định về Hiến binh trong nhiệm vụ quốc phòng, kiểm soát an ninh, hỗ trợ tư pháp và công tác bảo an. Với tư cách là một đơn vị thuộc lực lượng vũ trang, Hiến binh phải đảm bảo tính sẵn sàng chiến đấu bảo vệ Tổ quốc, tham gia vào sứ mệnh bảo đảm trị an và khôi phục hòa bình trong các nhiệm vụ quốc tế được giao, cũng như đảm nhận việc duy trì an toàn, an ninh cho cơ sở và nhân viên ngoại giao ở nước ngoài; với tư cách là tổ chức tư pháp, lực lượng thực hiện vai trò là một đơn vị cảnh sát giữ gìn an toàn, trật tự công cộng, bảo vệ lãnh thổ; và khi cần thiết trong các trường hợp khẩn cấp, thiên tai, lực lượng sẽ tham gia, phối hợp hỗ trợ cứu hộ, cứu nạn, bảo vệ cộng đồng.

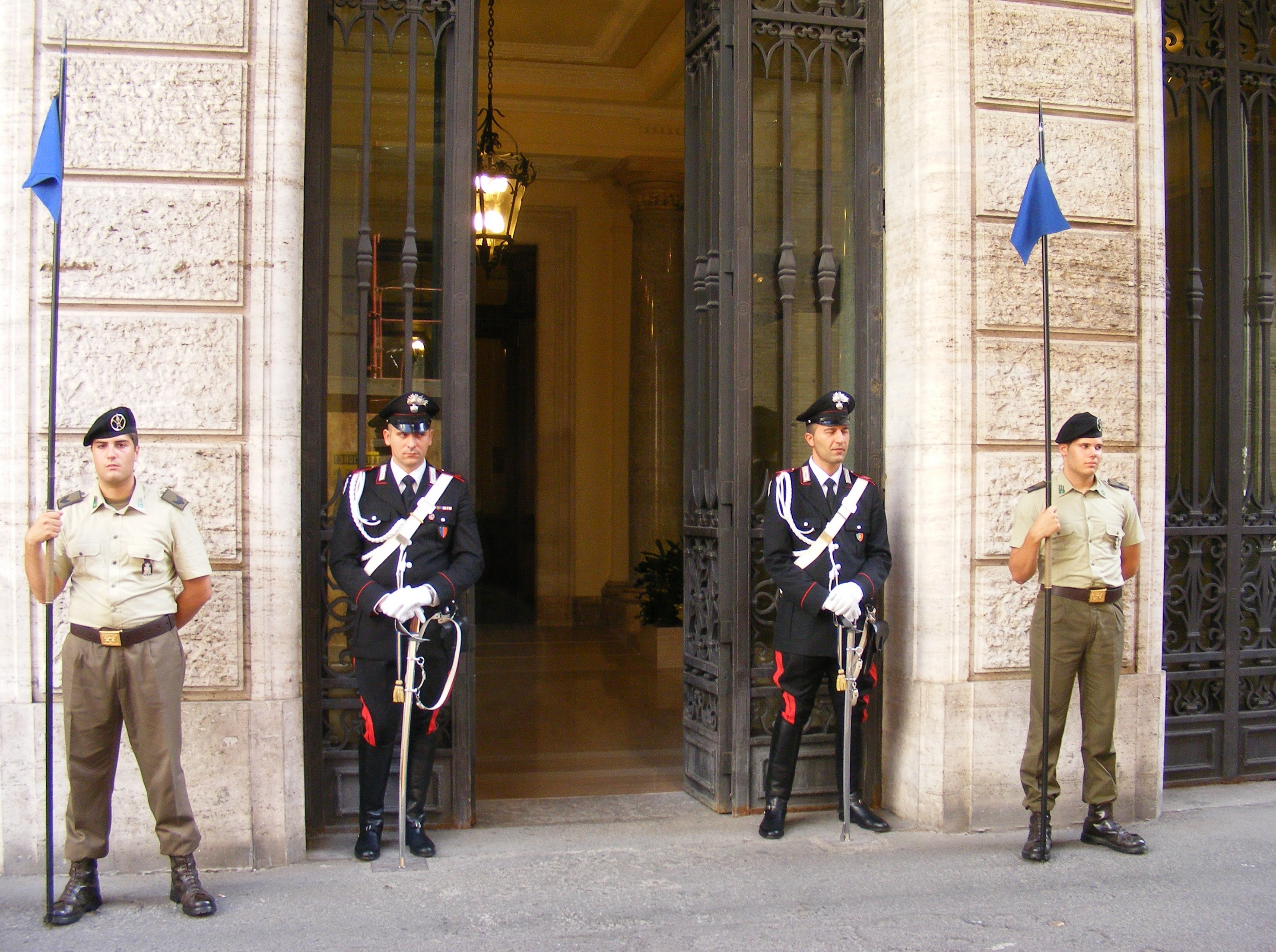
Hiến binh gác lối vào nhà quốc hội

Lực lượng Hiến binh đóng vai trò trong việc đảm bảo vai trò cảnh sát tư pháp trong nhiều vấn đề dân sự vừa là lực lượng kiểm soát quân sự trong toàn lực lượng vũ trang. Lực lượng Hiến binh vừa là một nhánh trong lực lượng vũ trang, nhận nhiệm vụ từ Bộ trưởng Bộ Quốc phòng đối với các nhiệm vụ quân sự, quốc phòng; vừa là một lực lượng cảnh sát, nhận mệnh lệnh từ Bộ trưởng Bộ Nội vụ trong gìn giữ an ninh công cộng.

### Lực lượng Cảnh sát Kinh tế
Ngày thành lập Lực lượng Cảnh sát Kinh tế có thể được tính từ tháng 10 năm 1774 dưới tên gọi “Binh đoàn Bộ binh Hạng nhẹ” (trong tiếng Ý là Legione Truppe Leggere) theo chiếu chỉ của vua Vittorio Amedeo Đệ tam nhằm lập ra một lực lượng (đầu tiên) có chức năng, nhiệm vụ vừa là một đội quân vừa là một cơ quan giám sát các vấn đề liên quan tài chính, tiền tệ tại khu vực biên giới. Dưới bộ luật số 149 ngày 8 tháng 4 năm 1881, lực lượng được chuyển sang tên gọi mới là “Quân đoàn Cảnh sát Kinh tế”, trách nhiệm, công việc của Quân đoàn được quy định trong sắc lệnh số 68 năm 2001 trong đó xác định Lực lượng Cảnh sát Kinh tế đảm nhận vai trò như một lực lượng hành pháp chịu trách nhiệm giải quyết các vấn đề công bằng thương mại và tài chính, thuế nhằm đảm bảo tính toàn vẹn thu, chi trong ngân sách công của quốc gia, khu vực và toàn thể Liên minh châu Âu.

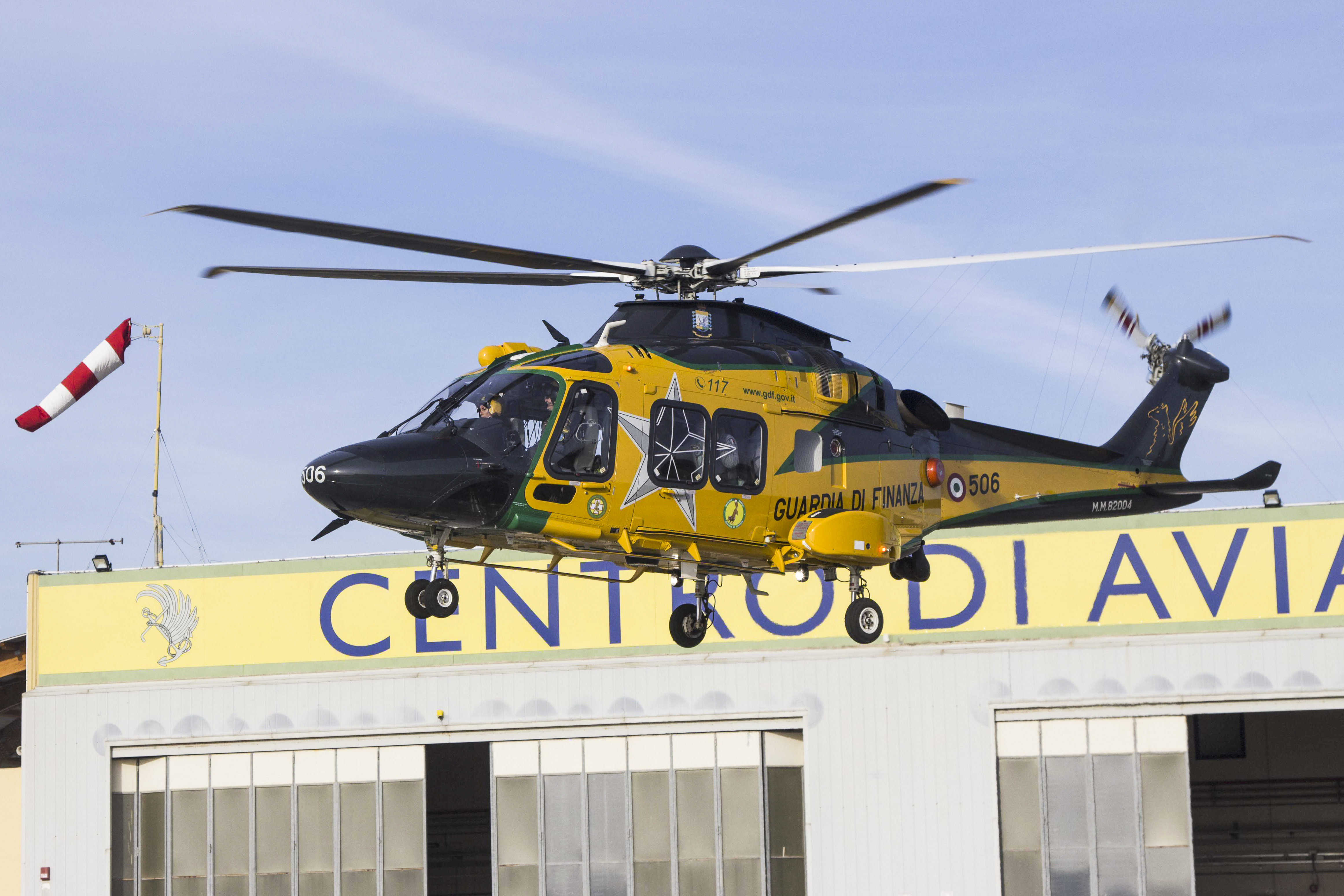
Trực thăng Cảnh sát

Theo điều luật số 189, ngày 23 tháng 4 năm 1959, Lực lượng Cảnh sát Kinh tế được trao nhiệm vụ nghiên cứu, tố giác và phòng ngừa các hình thức, hành vi gian lận tài chính và trốn thuế; giám sát việc tuân thủ điều khoản, lợi ích liên quan đến kinh tế, chính trị xã hội; tuần tra, kiểm tra các hoạt động kinh tế biển trong nỗ lực bảo vệ lợi ích ngân sách công trong chi tiêu của quốc gia và của liên minh. Bên cạnh đó, lực lượng còn đảm nhiệm an ninh kinh tế, lợi ích doanh nghiệp, tư nhân, lợi ích công cộng, cộng đồng và thị trường trong nước cũng như khư vực, liên minh. Ngoài ra, trong công tác liên ngành, hỗ trợ giữa các bộ, theo sắc lệnh số 177 ngày 19 tháng 8 năm 2016 của Bộ Nội vụ xác nhận Lực lượng Cảnh sát Kinh tế là lực lượng duy nhất trên cả nước thực hiện công tác đảm bảo an ninh, an toàn hàng hải dưới vài trò như cảnh sát biển. Lực lượng được giao thêm nhiệm vụ tuần tra, kiểm soát, thông tin, tình báo hải quan đối với các hoạt động thương mại trái phép liên quan đến động thực vật được bảo vệ. Lực lượng Cảnh sát Kinh tế hoạt động như một đơn vị hải quan vũ trang đảm bảo trật tự, an ninh tại vùng biên.

## Lực lượng đặc phái

#### An ninh Không gian
Để củng cố việc hỗ trợ hoạt động quân sự trên cả năm thành phần: đất liền, biển khơi, vùng trời, không gian và môi trường mạng điện tử nhằm phục vụ chức năng thông tin, quân báo cho Bộ Tư lệnh Tác chiến (trong tiếng Ý là Comando Operativo di Vertice Interforze (COVI)) gồm có:
- Bộ Tư lệnh Tác chiến Không gian – cơ quan hỗn hợp của lực lượng quốc phòng Ý có chức năng tham mưu về chiến lược an ninh không gian vũ trụ. [31]

- Bộ Tư lệnh Phòng không Không quân nắm quyền chỉ huy trực tiếp các hoạt động tác chiến phòng không, bảo vệ vùng trời.[32]

#### An ninh Mạng
Bộ Tư lệnh Tác chiến Không gian Mạng có nhiệm vụ thực hiện công việc tác chiến trên các miền không gian mạng, hỗ trợ quản trị an ninh hệ thống công nghệ thông tin quốc phòng, đảm bảo kết nối thông suốt trong toàn quân từ cấp cơ sở đến các cấp chỉ huy, đặc biệt trong công tác do thám, dò tìm thông tin tình báo cho Tham mưu Trưởng tham mưu đến với toàn bộ tư lệnh, chỉ huy sở liên quan.

#### Lực lượng Đặc nhiệm
Các nhóm đặc nhiệm hình thành ở từng quân chủng để thực hiện các nhiệm vụ đặc biệt, bí mật và được điều phối bởi cơ quan chuyên biệt Bộ Chỉ huy Tác chiến Đặc biệt (tiếng Ý “Comando interforze per le operazioni delle forze speciali” - COFS).

Thành viên Đặc nhiệm

- Lực lượng Tác chiến Đặc biệt (Số I)
- Lực lượng Không vận (Số II);
- Lực lượng Hỗ trợ Đặc nhiệm (Số III)

#### Lực lượng Đổ bộ
Trong các trường hợp khẩn nguy, khẩn cấp, trong môi trường bất ổn, địa hình khó tiếp cận và nhiều lý do khác, việc sử dụng khả năng đổ bộ bằng đường thủy để đáp ứng khả năng linh hoạt, nhanh chóng và thần tốc trước các thế lực, lực lượng thù địch. Kết hợp giữa chức năng và khả năng của hải quân để đưa một hoặc nhiều nhóm đặc nhiệm chiến đấu trên bộ.
Hai nhóm đặc nhiệm chính:
- Lữ đoàn Lính thủy Đánh bộ "San Marco" (MM)
- Trung đoàn Đầm lầy "Serenissima" (EI)

Một lữ đoàn tác chiến và hỗ trợ độc lập - Lữ đoàn Kỵ binh Pozzuolo del Friuli, bao gồm: 
- Sư đoàn Chỉ huy và Hỗ trợ Chiến thuật số 28 "Cavalleggeri di Treviso"[40]
- Trung đoàn Kỵ binh Genova số 4[41]
- Trung đoàn Kỵ Pháo binh "a Cavallo"[42]
- Trung đoàn Công binh số 3[43]
- Trung đoàn Hậu cần "Pozzuolo del Friuli"[44]

#### Lực lượng Quân y
Dịch vụ y tế và chăm sóc sức khỏe trong toàn lực lượng vũ trang được đảm nhiệm bởi đơn vị quân y ở từng quân chủng và phối hợp với Tổng Cục Thanh tra Quân y trong công tác thanh, kiểm tra, nghiên cứu, tập huấn nhân sự:
- Đoàn Quân y Lục quân[47]
- Đoàn Quân y Hải quân[48]
- Đoàn Quân y Không quân[49]
- Khối Quân y Hiến binh[50]

## Các lực lượng hỗ trợ khác
Các nhánh và quân chủng khác bao gồm:
- Lực lượng Quân y Tình nguyện Hội Chữ Thập Đỏ (Ý)
- Lực lượng Nữ Quân y Tình nguyện Hội Chữ Thập Đỏ (Ý)
- Lực lượng Tuyên úy Hỗ trợ Công tác Y tế và Nhân đạo Dòng Malta
- Quân ủy Tuyên úy (Ý)

#### Lực lượng Quân y Tình nguyện Hội Chữ Thập Đỏ
Lực lượng tình nguyện có quân số khoảng 17,000 người thường xuyên diễn tập theo định kỳ nhằm mục đích chuẩn bị trong các tình huống khẩn cấp, khẩn nguy trên cả nước và quốc tế. Lực lượng duy trì, quản lý các bệnh viện dã chiến, cơ sở hạ tầng y tế tiên tiến, các đơn vị hậu cần, kiểm tra sức khỏe lưu động và các đơn vị khử trùng, khử độc.
Nhiệm vụ trong thời chiến:
- tập trung mọi nguồn lực, vật lực và nhân lực trong nhiệm vụ giải cứu và chăm sóc nạn nhân thương tật, bệnh tật do chiến tranh;
- tổ chức và thực hiện việc phòng trừ, khử độc, khử trùng những khu vực ảnh hưởng bởi chiến tranh;
- thực hiện nhiệm vụ nhân đạo trong công tác chăm sóc y tế tù nhân chiến tranh theo hiệp định Geneva.

#### Lực lượng Nữ Quân y Tình nguyện Hội Chữ Thập Đỏ
Lực lượng Nữ Quân y Tình nguyện là một phần thuộc các lực lượng vũ trang, hiện diện trên toàn lãnh thổ và thực hiện nhiệm vụ hỗ trợ y tế, sức khỏe cho mọi công dân và binh sĩ, cũng như tham gia vào các công việc của Hội Chữ Thập Đỏ và làm việc với các lực lượng quân đội trong nhiều tình huống khẩn cấp, cứu nguy như động đất, lũ lụt, chiến sự. Lực lượng Nữ Quân y thường xuyên tổ chức các hoạt động huấn luyện, hỗ trợ và diễn tập để đối phó với các tình huống khẩn trong tương lai.
Lực lượng Nữ Quân y Tình nguyện Hội Chữ Thập Đỏ liên tục tuyển quân để phục vụ sứ mệnh phúc lợi xã hội và chăm sóc sức khỏe toàn dân như:
Hỗ trợ chăm sóc công dân lớn tuổi và bệnh tật;
Chăm sóc sức khỏe cho bà mẹ và trẻ em;
Hỗ trợ phụ nữ sau phẫu thuật ung thư vú; 
Hỗ trợ chăm sóc sức khỏe tâm lý cho gia đình nạn nhân tai nạn hàng không;
Hỗ trợ chăm sóc sức khỏe tâm lý cho người nhập cư; 
Hỗ trợ chăm sóc sức khỏe tâm lý đối với nạn nhân bị ảnh hưởng bởi thảm họa; 
Thực hiện công tác y tế trong Hội và các bệnh xá quân đội;
Hỗ trợ công tác cứu hộ đa nhiệm trong hoạt động hàng hải – OPSA;
Công tác hỗ trợ huấn luyện quân khuyển;
Tham gia công tác cứu trợ đặc biệt - SMTS;
Hỗ trợ huấn luyện mô phỏng tình huống y tế;

#### Lực lượng Tuyên úy Hỗ trợ Công tác Y tế và Nhân đạo Dòng Malta
Lực lượng Tuyên úy Hỗ trợ Công tác Y tế và Nhân đạo Dòng Malta A.C.I.S.M.O.M (trong tiếng Ý Il Corpo Militare dell’Associazione dei Cavalieri Italiani del Sovrano Militare Ordine di Malta) là lực lượng hỗ trợ quân sự chuyên biệt trong các lực lượng vũ trang với nhiệm vụ phối hợp cùng quân đội Ý trong hoạt động cung cấp dịch vụ chăm sóc y tế trong trường hợp xảy ra chiến tranh, thảm họa nhân đạo, thảm họa tự nhiên trong nước và tham gia thực hiện sứ mệnh quốc tế.

#### Quân ủy Tuyên úy
Quân ủy Tuyên úy Ý là một nhánh trong các lực lượng vũ trang Cộng hòa Ý với thành phần nòng cốt là các giáo sĩ dòng Ki-tô giáo, đứng đầu là Tổng giám mục trực thuộc giáo hội Ý. Nhiệm vụ chính là hỗ trợ tín ngưỡng và tinh thần cho các binh sĩ, nhân viên dân sự, gia đình của họ, thiếu sinh quân, học viên tại các trường, học viện quân sự, các nhân viên, quân nhân tại các cở sở điều hành bởi quân đội trong việc thực hiện các nghi lễ tôn giáo. Ngoài ra các sĩ quan tuyên úy còn tham gia hoạt động viếng thăm, chăm sóc, động viên, cầu nguyện cho người lớn tuổi, neo đơn.

## Hệ thống cấp bậc, quân hàm

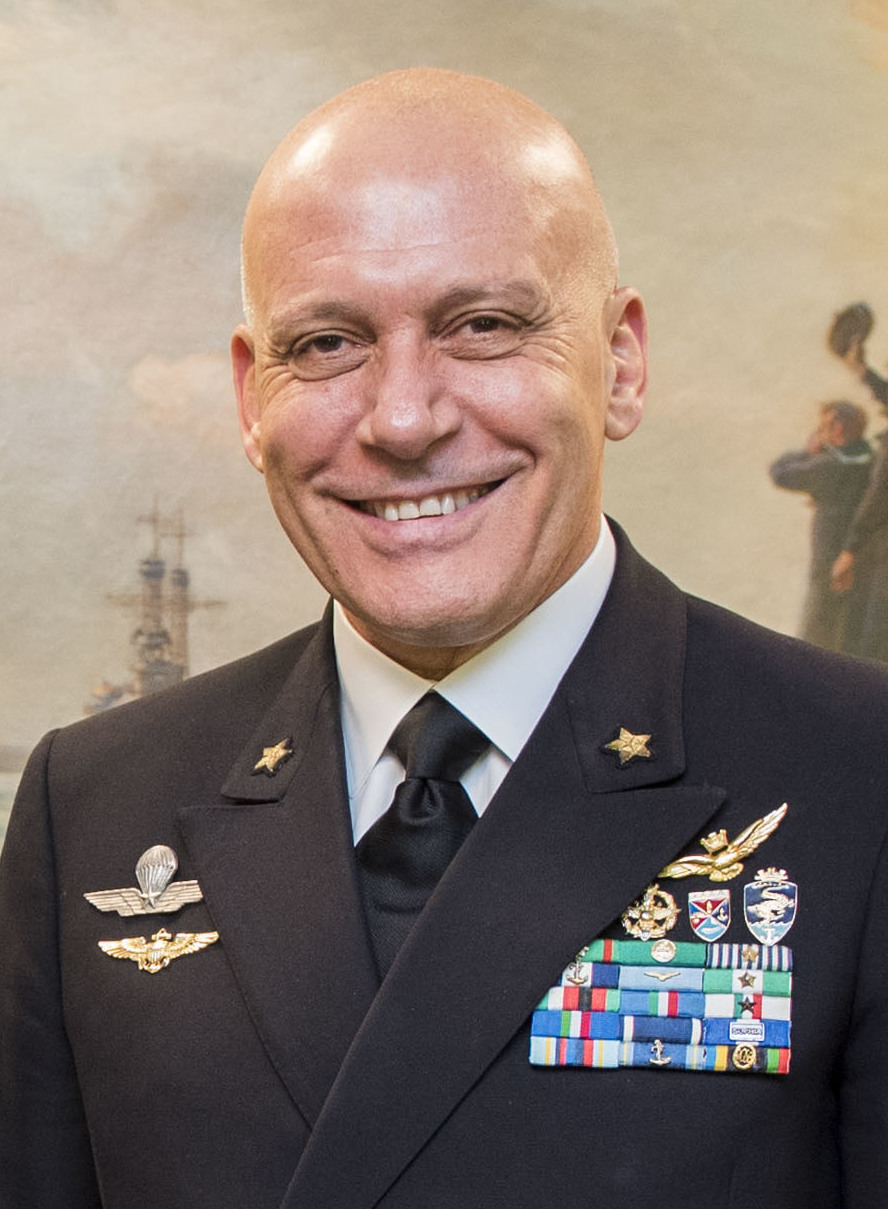
Tham mưu trưởng Giuseppe Dragone

Hệ thống cấp hàm trong lực lượng vũ trang Ý được quy định trong Đạo luật số 66 và Đạo luật số 90 do Tổng thống ban hành ngày 15 tháng 3 năm 2010 về quân hàm, cầu vai, ký hiệu, biển hiệu và quân phục dành cho tất cả các thành viên thuộc lực lượng vũ trang, quân sự, bán quân sự. Mỗi cấp hàm sẽ có quy chế, thiết kế riêng dành cho cấp bậc mà quân nhân được trao, thăng, giảm cấp do cấp trên có thẩm quyền, hoặc do người đứng đầu được quy định trong luật ra quyết định. Trên ve áo sẽ có huy hiệu ngôi sao năm cánh đặc trưng.

## Sứ mệnh, nhiệm vụ
- Ý

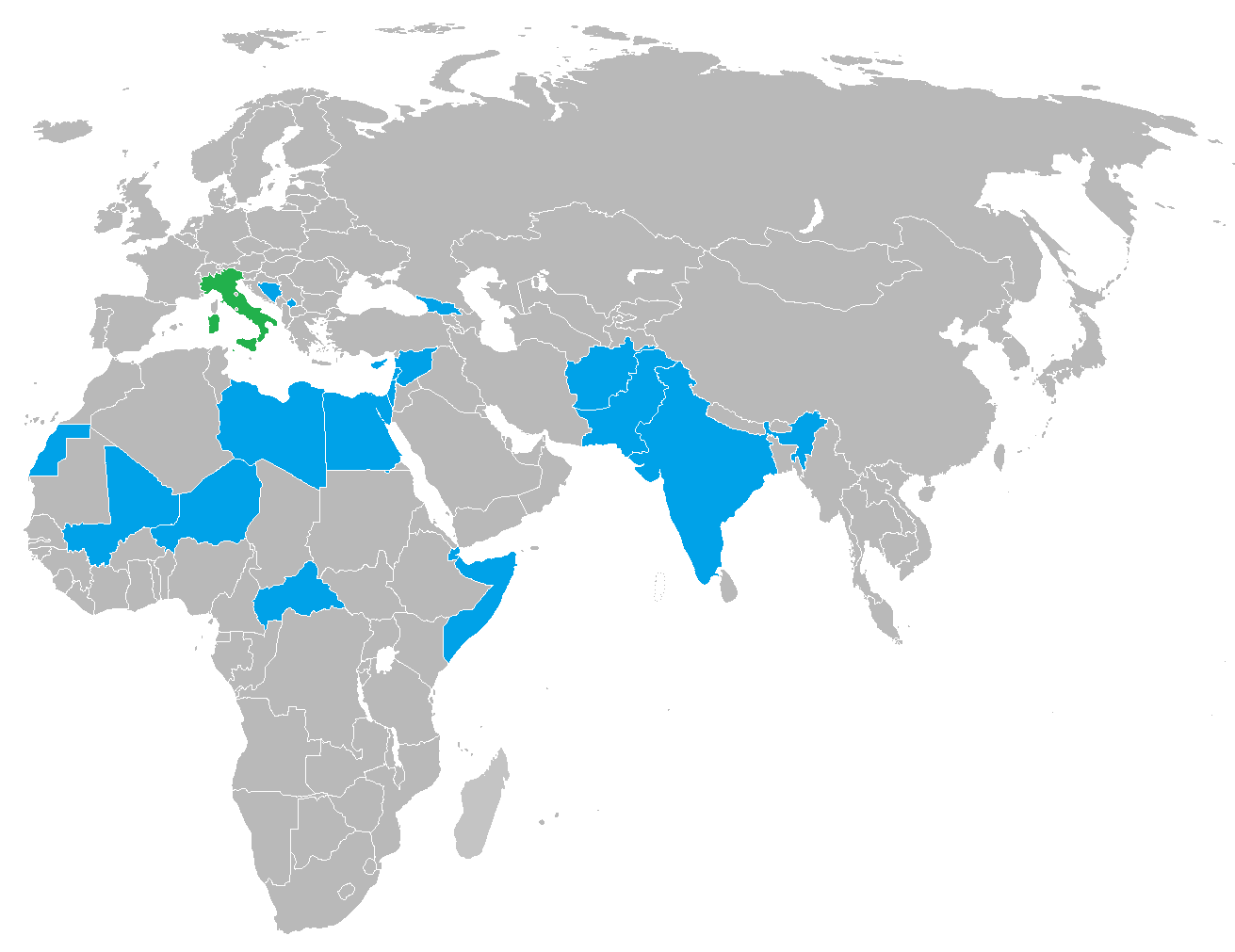
Sứ mệnh, nhiệm vụ trong nước và quốc tế

Chiến dịch Vespri Siciliani, từ năm 1992 - 1998
Chiến dịch Strande Pulite, từ năm 2008 - 2013
Chiến dịch Strande Sicure, từ năm 2008 - hiện tại
- NATO

Chiến dịch Active Endeavour, từ năm 2001 - 2016
Lực lượng NATO tại Kosovo, từ năm 1999 - hiện tại
Chiến dịch Lá chắn Đại dương, từ năm 2009 - 2016
Chiến dịch Lybia của NATO, trong tháng 3 – 10 năm 2011
Lực lượng Hỗ trợ An ninh Quốc tế tại Afghanistan, từ năm 2001 – 2014
Chiến dịch Allied Harmony, từ năm 2002 - 2003
Chiến dịch Cắt hỏa mai, từ năm 2001 - 2004
Chiến dịch tương trợ Indus, trong tháng 11 – 12 năm 2005
- Liên minh châu Âu

UNIFIL, từ năm 1978 – hiện tại
Sứ mệnh Thiết lập Nhà nước Pháp quyền Liên minh châu Âu tại Kosovo – EULEX, từ năm 2008 – hiện tại
Phái bộ Giám sát Liên minh châu Âu tại Gruzia - EUMM, từ năm 2008 – hiện tại
Lực lượng Tuần duyên Liên minh châu Âu tại Somalia - EU NAVFOR, từ năm 2008 – hiện tại (mở rộng đến hết tháng 12 năm 2024)
Nhiệm vụ Huấn luyện Quân sự Liên minh châu Âu tại Mali - EUTM Mali, từ năm 2013 – hiện tại
- Liên Hợp Quốc

Sứ mệnh Tổ chức Bình ổn Cộng hòa Dân chủ Congo thuộc Liên Hiệp quốc, từ năm 1999 – hiện tại
Tổ chức Giám sát Lệnh ngừng bắn Liên Hiệp Quốc – UNTSO, từ năm 1948 – hiện tại
Phái bộ Giám sát Quân sự Liên Hiệp Quốc tại Ấn Độ - Pakistan – UNMOGIP, từ 1948 – hiện tại
Sứ mệnh Tổ chức Trưng cầu Dân ý tại Tây Sahara – MINURSO, từ năm 1991 – hiện tại
Lực lượng Gìn giữ Hòa bình Liên Hiệp Quốc tại Síp – UNFICYP, từ năm 1964 – hiện tại
Phái bộ Hỗn hợp Liên Hiệp Quốc – Liên minh châu Phi tại Dafur – UNAMID, từ năm 2007 - 2020
- Nhiệm vụ, sứ mệnh đa quốc gia khác:

Nhóm Quan sát viên và Lực lượng Gìn giữ Hòa bình Đa quốc gia tại Ai Cập và Israel – MFO, từ năm 1981 – hiện tại
Chiến dịch Enduring Freedom, từ năm 2001 – 2014
Chiến dịch Thành cổ Babylon, từ năm 2003 - 2006

## Ngày lễ Quân đội
Ngày thành lập quân đội cũng được xem là ngày lễ Thống nhất đất nước là ngày 4 tháng 11 năm 1918, khi Đế quốc Áo-Hung tuyên bố đầu hàng kết thúc Thế chiến thứ nhất. 
Ngày kỷ niệm thành lập nền Cộng hòa – trong tiếng Ý là "Festa della Repubblica" được chọn vào ngày 2 tháng 6 hàng năm, tại đây Tổng thống và các lãnh đạo cao cấp Bộ Quốc phòng sẽ tưởng niệm và đặt vòng hoa tại Đài Liệt sĩ Vô danh.